# Wildomar

Położenie Beaumont w hrabstwie Riverside

Wildomar – miasto w Stanach Zjednoczonych położone w północno-zachodniej części hrabstwa Riverside w Kalifornii. Liczba mieszkańców 32 176 (2010). Najmłodsze miasto w hrabstwie.

## Położenie
Wildomar leży w obszarze metropolitalnym Los Angeles oraz w regionie Inland Empire. Znajduje się ok. 160 km na południowy wschód od Los Angeles i ok. 50 km na południe od stolicy hrabstwa, miasta Riverside.

## Historia
Założone w latach 80. XIX wieku, 1 lipca 2008 roku – jako 25. miasto w hrabstwie Riverside uzyskało prawa miejskie. 